# Bokaro Steel City
Bokaro Steel City är en stad (census town) i delstaten Jharkhand, och är centralort för distriktet Bokaro. Folkmängden uppgick till lite mer än 400 000 invånare vid folkräkningen 2011. Storstadsområdet beräknades ha lite mer än 600 000 invånare 2018. Staden är uppväxt kring stålindustrin och dess anläggningar i området.